# Сабхапарва
Сабхапарва (санскр. सभापर्व, «Книга о собрании») — вторая книга «Махабхараты», состоит из 2,4 тыс. двустиший (72 главы по критическому изданию в Пуне). «Сабхапарва» рассказывает об объединении древнеиндийских княжеств под началом Пандавов и о том, как они были лишены царства своими двоюродными братьями Кауравами в результате нечестной игры в кости.

## Сюжет

### Сказание о дворцах собраний
Вайшампаяна продолжает рассказывать Джанамеджае о судьбе Пандавов. Данава Майя спрашивает у Арджуны, чем может услужить ему в благодарность за спасение от разгневанных Кришны и Паваки. Арджуна после настоятельных просьб Майи дать поручение предлагает ему сделать что-нибудь для Кришны. Кришна просит Майю построить для Юдхиштхиры дворец, какого не мог бы воссоздать никто из людей во всём мире. Майя создаёт план дворца, и Кришна с Арджуной представляют Майю царю Юдхиштхире. Отдохнув некоторое время, Майя приступает к сооружению дворца. Кришна, попрощавшись с Пандавами, отбывает в столицу своего царства Двараку. Майя с позволения Арджуны отлучается на озеро Биндусарас и приносит оттуда хрустальную утварь для дворца, палицу для Бхимасены и раковину девадатту для Арджуны. Вернувшись, он в течение четырнадцати месяцев выстраивает несравненный дворец площадью десять тысяч локтей. Вступив во дворец, царь Юдхиштхира с братьями устраивает пышные многолюдные празднества, на которые является божественный мудрец Нарада в сопровождении других мудрецов. После продолжительной беседы, касающейся методов государственного управления, Юдхиштхира спрашивает у Нарады, видел ли тот такой же или лучший дворец во время странствий во многих и разнообразных мирах. Нарада подробно описывает несоизмеримо превосходящие дворец Юдхиштхиры дворцы собраний Индры, Ямы, Варуны, Куберы. В довершение Нарада рассказывает о дворце Брахмы, который поминутно приобретает иной вид, не поддающийся описанию. Брахма, восседая в том дворце, создаёт миры силой майи. Нарада говорит, что насколько непревзойдённым является во всех мирах дворец Брахмы, настолько же непревзойдён дворец Юдхиштхиры в мире людей. Юдхиштхира обращает внимание, что только царю Харишчандре удалось поселиться во дворце Индры, и спрашивает у Нарады о причине этого. Нарада отвечает, что во время земной жизни Харишчандра совершил жертвоприношение раджасуя, а также передаёт пожелание ушедшего в мир предков отца Пандавов о необходимости совершения жертвоприношения раджасуя царём Юдхиштхирой. Сказав всё это, Нарада вместе со спутниками удаляется, а Юдхиштхира с братьями начинают размышлять о жертвоприношении раджасуя.

### Сказание о совещании
Царь Юдхиштхира, намереваясь совершить жертвоприношение раджасуя, советуется с жрецами и родственниками. Все, кого он спрашивает, безоговорочно высказываются в поддержку жертвоприношения. Юдхиштхиру всё же одолевают сомнения, и он посылает вестника к Кришне. Когда Кришна прибывает в Индрапрастху, Юдхиштхира просит у него совета и надеется услышать (в отличие от остальных советников) и о слабых сторонах своего плана. Кришна рассказывает о могущественном царе Джарасандхе, который собирается принести в жертву восемьдесят шесть пленённых царей. По словам Кришны, пока Джарасандха жив, Юдхиштхира не сможет совершить жертвоприношение раджасуя, а потому его следует убить. Юдхиштхира склоняется к отказу от жертвоприношения из опасения за жизни родственников, но Арджуна с Кришной убеждают его в необходимости битвы.

### Сказание об убийстве Джарасандхи
Кришна предлагает план убийства Джарасандхи: поскольку того не в состоянии победить даже боги и асуры, его надлежит убить в единоборстве голыми руками. Для этого Кришна хочет тайно подобраться к Джарасандхе втроём с Арджуной и с Бхимасеной и устроить поединок недруга с Бхимасеной. Юдхиштхира соглашается с предложенным планом, и трое заговорщиков отправляются в Магадху в одежде брахманов. Достигнув Магадхи, они разрушают чтимую всеми вершину горы Чайтьяки, а затем, войдя в город, умащаются благовониями и украшают себя венками, отобранными у торговцев. Когда они приходят к Джарасандхе, тот принимает их с почётом, но порицает за неподобающее поведение и внешний вид (украшенные венками и умащённые благовониями пришельцы выдают себя за брахманов-снатаков). Кришна в ответ раскрывает их личности и требует от Джарасандхи отказаться от намеченного человеческого жертвоприношения либо сразиться с ними. Джарасандха возводит на престол своего сына Сахадеву и выбирает противником в поединке Бхимасену. Битва длится непрерывно тринадцать суток и завершается на четырнадцатые сутки победой Бхимасены. После смерти Джарасандхи Кришна освобождает из заточения царей, за что те соглашаются помочь Юдхиштхире в выполнении жертвоприношения раджасуя. Сын Джарасандхи Сахадева принимает помазание на царство от Кришны и заключает союз с Пандавами. Потом Кришна, Арджуна и Бхимасена, а также освобождённые цари прибывают в Индрапрастху, где их с радостью принимает Юдхиштхира. По завершении миссии Кришна уезжает в свой город.

### Сказание о покорении мира
В целях приумножения казны Пандавы принимают решение заставить платить дань всех царей соседних стран. Дружественными увещеваниями и прямыми завоеваниями Арджуна покоряет северную страну, Бхимасена — восточную, Сахадева — южную, Накула — западную.

### Сказание о жертвоприношении раджасуя
После пополнения казны и кладовых Юдхиштхира решает устроить жертвоприношение раджасуя. К нему приезжает Кришна и поддерживает это решение. Брахманы благословляют Юдхиштхиру, и он в сопровождении многочисленной свиты отправляется к месту жертвоприношения. Из разных стран туда стекаются брахманы и получают щедрые дары. Юдхиштхира посылает Накулу в Хастинапур за Бхишмой, Дроной, Дхритараштрой, Видурой, Крипой и всеми двоюродными братьями. Когда Кауравы прибывают к месту жертвоприношения, Юдхиштхира радушно принимает их и поручает каждому исполнение почётных обязанностей. Затем он начинает жертвоприношение раджасуя.

### Сказание о подношении почётного дара
В день, когда Юдхиштхира должен быть окроплён водою, брахманы вместе с царями восходят на середину жертвенного помоста для воздаяния почестей наиболее достойным. При виде этого зрелища отшельник Нарада погружается в раздумье. Он вспоминает, что присутствующие кшатрии есть боги, воплотившиеся по повелению Нараяны. Сам же Нараяна родился в земном мире в человеческом облике под именем Кришна. Бхишма предлагает Юдхиштхире преподнести почётное питье царям, и Сахадева по пожеланию Бхишмы и Юдхиштхиры преподносит почётное питье в первую очередь Кришне. Царь народа Чеди по имени Шишупала порицает Бхишму и Юдхиштхиру за сделанный ими выбор, а потом пускается в пространные поношения Кришны. Он напоминает присутствующим, что Кришна — не царь (а пастух), не жрец и не самый старший по возрасту. По мнению Шишупалы, этой почести более достойны многие присутствующие кшатрии и брахманы — отец Кришны Васудева, Друпада, Дрона и Двайпаяна. Владыка страны Чеди прямо в лицо говорит Кришне, что тот подобен собаке, вылизывающей пролитое топлёное масло. Закончив речь, Шишупала покидает собрание в сопровождении согласных с ним царей. Юдхиштхира бежит вслед за Шишупалой и мягко увещевает его. Бхишма замечает, что не достоин мягких слов тот, кто не одобряет почестей для Кришны. По мнению Бхишмы, почести оказываются Кришне, исходя из его славы, героизма, побед и многочисленных достоинств. Более того, Кришна являет собой воплощённое божество, в коем представлены начало и гибель всех миров. Сахадева объявляет, что поставит свою ногу на голову любого из царей, кто не выносит Кришну. Никто из присутствующих царей не решается открыто вступить в конфликт с Сахадевой, но многие начинают тайно роптать. Сахадева отдаёт почести тем, кто их заслуживает и завершает церемонию. Властелин Чеди в это время подговаривает единомышленников построиться в боевые порядки и воспрепятствовать окончанию жертвоприношения.

### Сказание об убийстве Шишупалы
Юдхиштхира, видя нарастающее недовольство многих царей, спрашивает совета у Бхишмы. Бхишма предлагает не волноваться из-за недостойного поведения глупого Шишупалы. Уязвлённый этими словами Шишупала высказывает своё презрение Бхишме, даёт уничижительную интерпретацию прославленным деяниям Кришны, а также упоминает преступные деяния Кришны — убийство коров (подразумевая убийство дайтьи по имени Аришта в образе быка) и женщин (подразумевая убийство ракшаси по имени Путана в образе женщины). Царь страны Чеди также осуждает убийство Джарасандхи, совершённое под руководством Кришны. Бхимасена приходит в ярость от слов Шишупалы и хочет наброситься на него, но Бхишма удерживает внука. Шишупала же подзадоривает Бхимасену, уговаривая Бхишму разрешить им сразиться. Бхишма рассказывает о том, как был рождён Шишупала, и как ему в детстве было предопределено принять смерть от своего двоюродного брата Кришны. По словам Бхишмы, Шишупала есть частица божественной силы Хари, поэтому его стремление к гибели от руки Кришны означает возвращение этой частицы к извечному её обладателю. Шишупала продолжает пререкаться, и тогда Бхишма предлагает любому сразиться с Кришной и войти в тело этого бога после своей смерти. Шишупала тотчас вызывается на бой, грозя заодно убить и Пандавов. Кришна в присутствии собравшихся царей перечисляет многочисленные прощённые им злодеяния своего двоюродного брата, однако не может простить ему того, что тот однажды домогался супруги Кришны по имени Рукмини. Неугомонный Шишупала развязно потешается над Кришной и Рукмини, и Кришна в гневе сносит ему голову диском. Затем на глазах у всех присутствующих из тела владыки Чеди исходит яркий блеск, подобный солнцу. Восславив Кришну, то сияние входит в его тело. С безоблачного неба начинает идти дождь с молниями, а земля содрогается. Юдхиштхира распоряжается совершить погребальные обряды для убиенного и возводит на трон царства Чеди сына Шишупалы. Потом Юдхиштхира завершает жертвоприношение раджасуя. Приглашённые цари и Кришна отправляются в свои уделы, и только Дурьодхана и Шакуни остаются во дворце собраний.

### Сказание об игре в кости
Во время проживания во дворце собраний с Дурьодханой приключается несколько забавных происшествий: приняв хрустальную поверхность пола за воду, он снимает с себя всю одежду; в другой раз, приняв пруд за твёрдую поверхность, он проваливается в воду в одежде; посчитав дверь из хрусталя открытой, он ударяется об неё лбом; открытую дверь принимает за закрытую и пятится от неё. Дурьодхана чрезвычайно болезненно воспринимает смех, вызванный у Пандавов и их слуг его оплошностями. Раздосадованный собственной неуклюжестью, роскошью дворца и преуспеянием Пандавов, Дурьодхана возвращается в Город слона. В дороге он рассказывает своему дяде Шакуни о душевных мучениях и выражает намерение покончить с собой от зависти. Шакуни успокаивает племянника и предлагает отобрать царство у Пандавов, сыграв в кости с охочим до этого развлечения Юдхиштхирой. Явившись к Дхритараштре, Дурьодхана и Шакуни излагают ему свой злонамеренный план. Поскольку Дурьодхана шантажирует отца своим самоубийством, Дхритараштра распоряжается построить большой прекрасный дворец собраний и расставить в нём повсюду игральные кости. Дхритараштра безуспешно старается отговорить сына от его намерений, а затем посылает своего брата Видуру за Юдхиштхирой. Прибывший поневоле в столицу Пандавов Видура рассказывает Юдхиштхире о намеченной игре в кости и о своей неудавшейся попытке разубедить Дхритараштру. Пандавы вместе с Драупади приезжают в Хастинапур и встречаются с Кауравами. Проведя ночь в отведённых домах, Пандавы наутро приходят в дворец собраний. Юдхиштхира предупреждает о недопустимости жульничества при игре в кости (в ответ Шакуни без стеснения превозносит искусство игрока, владеющего нечестными приёмами), а также выражает недоумение относительно подмены в игре Дурьодханы его дядей Шакуни. Вынужденный всё же принять навязанные условия, он вступает в игру. Шакуни мошенничеством выигрывает у Юдхиштхиры многие большие ставки. Увидев это, Видура называет Дурьодхану несущим бедствие шакалом и призывает Дхритараштру приказать Арджуне убить Дурьодхану. Дурьодхана в ответ велеречиво огрызается. Шакуни продолжает обыгрывать Юдхиштхиру нечестными приёмами при полном одобрении Дрхитараштры. Владыка Пандавов в азарте проигрывает сначала всё своё царство, затем братьев и себя, а под конец — общую супругу Пандавов Кришну Драупади. Тогда Духшасана по велению своею брата Дурьодханы приволакивает за волосы в зал собраний одетую в одно платье Драупади, у которой наступили месячные. Драупади тщится доказать царям, что Юдхиштхира проиграл её после себя, а значит, не имел права делать ставку как неимущий. Однако из всех присутствующих только сын Дхритараштры Викарна поддерживает её. Карна вступает в дискуссию с Викарной и приводит контраргумент: если Юдхиштхира проиграл всё своё богатство, то и Драупади была проиграна им как часть богатства. Духшасана по указанию Карны пытается снять с Драупади единственное платье, но чудесным образом под многократно снятым платьем каждый раз оказывается точно такое же другое. Бхимасена при виде этого зрелища во всеуслышание даёт клятву напиться крови Духшасаны. Видура призывает всех царей высказать их мнение по поводу спора Драупади и Карны, но они безмолвствуют. Когда Духшасана по распоряжению Карны тащит Драупади во внутренние покои дворца, она вновь обращается к царям. Бхишма, а за ним и Дурьодхана, предлагают решить спор о правомерности игры на Кришну Драупади самим Пандавам, но те подавлены. Карна продолжает издеваться над Пандавами и над Драупади, и Дурьодхана, поддерживая его, в насмешку показывает Драупади своё бедро. Бхимасена клянётся раздробить это бедро палицей в битве. Дхритараштра, узнав о начавшихся зловещих знамениях, пытается спасти от гибели свой род и предлагает Драупади три дара на выбор. Первым даром Драупади выбирает освобождение Юдхиштхиры от рабства, вторым — освобождение остальных Пандавов, а от третьего дара отказывается. Дхритараштра всё ещё надеется примирить своих сыновей с Пандавами, а потому возвращает Юдхиштхире проигранное царство. Радостные Пандавы с Кришной Драупади отправляются в Индрапрастху.

### Сказание о последующей игре
Дурьодхана, Карна и Шакуни предпринимают ещё одну попытку завладеть царством Пандавов. Они запугивают Дхритараштру мнимыми приготовлениями Пандавов к войне и просят его одобрить ещё одну игру в кости, где ставкой станет тринадцатилетнее изгнание. Проигравшая сторона обязуется провести двенадцать лет в лесах, а тринадцатый год — тайно среди людей в населённой стране. Если же место пребывания проигравших на тринадцатом году будет раскрыто, то им придется удалиться в лес ещё на двенадцать лет. С помощью коварно полученной отсрочки на тринадцать лет Кауравы надеются завершить подготовку к войне. Дхритараштра распоряжается вернуть Пандавов. В последующей игре Шакуни лукавством обыгрывает Юдхиштхиру. Когда Пандавы отправляются в лес, Духшасана не упускает случая ещё раз поглумиться над ними и над Кришной Драупади. Разгневанный Бхимасена повторно клянётся напиться крови Духшасаны. Дурьодхана насмехается над уходящим Бхимасеной, тот обещает его убить и в третий раз повторяет намерение напиться крови Духшасаны. Бхимасена также предсказывает, что Карна будет убит Арджуной, а Шакуни — Сахадевой. Пандавы дают обеты уничтожить Кауравов, если спустя тринадцать лет им не будет возвращено царство. Когда Пандавы покидают Хастинапур, в числе многих происходящих зловещих знамений наступает солнечное затмение, не предусмотренное астрономическими закономерностями.